# Los Brincos
Los Brincos est un groupe de rock espagnol, originaire de Madrid. Formé en 1964, ses membres sont Fernando Arbex, Manuel González, Juan Pardo et Antonio Morales (Junior). Ils sont connus comme « Les Beatles espagnols »,. Actif dans les années 1960, reformé en 2000, le groupe s'est séparé définitivement en 2003 après la mort de son fondateur, Fernando Arbex.

## Biographie

### Première formation (1964-1966)
Le groupe est formé en 1964. Sa formation originale comprend Fernando Arbex (batterie), Manuel González (basse), Juan Pardo (chant, guitare électrique) et Antonio Morales Junior (chant, guitare électrique).
Arbex jouait de la batterie avec Los Estudiantes jusqu'à la fin des années 1950. À la séparation du groupe au début de 1964, il songe à former un autre groupe, pour lequel il contacte Juan Pardo et Manuel González. Le dernier à les rejoindre est l'espagnol-philippin Antonio Morales (Junior). Luis Sartorius réussit à les faire signer au label espagnol Zafiro, convaincu qu'un groupe pourrait avoir le même succès que les groupes de beat britanniques, mais avec une personnalité différente et en jouant leurs propres morceaux en espagnol. Sartorius décède peu de temps avant le lancement dans un accident de la route.
Leurs premiers albums (un album studio intitulé Los Brincos I accompagné de plusieurs singles et EP) sont publiés à la fin de 1964. Tous deviennent des best-sellers avec une grande rapidité. En 1965, ils sortent un EP deux pistes qui atteignent la première place : Tú me dijiste adiós et Borracho. Pendant cette période, ils envisagent d'entrer sur le marché européen en enregistrant des reprises de leurs chansons en anglais, français et italien, afin d'accéder aux charts de ces pays. Dans la seconde moitié de 1966, et après certains désaccords personnels et musicaux, Juan Pardo et Antonio Morales quittent le groupe et forment le duo Juan y Junior, qui rencontre également un énorme succès en peu de temps (1966-1969). 

### Deuxième formation (1966-1968)
Après le départ des deux principaux guitaristes et chanteurs, Fernando Arbex, devenu le leader incontesté, joue en remplacement de Ricky Morales (frère de Junior) et Vicente Jesús Martínez, tous deux du groupe Los Shakers (un groupe madrilène qu'il ne faut pas confondre avec le groupe homonyme uruguayen).
Le changement affecte le style musical du groupe qui, sans abandonner le rythme mélodique et les harmonies vocales qui les caractérisent depuis le début, s'ouvre à de nouveaux courants tels que le psychédélisme, le pop baroque et le freakbeat ; des styles qui, à cette période, dominaient la scène internationale. Le succès continue de les accompagner en 1967, avec des morceaux comme Lola, El Pasaporte, Nadie te quiere ya et Érase una vez. 
Suivant leur stratégie pour atteindre le marché anglo-saxon, ils réussissent à être en couverture du New Musical Express, et font appel à Larry Page (célèbre producteur anglais de l'époque, connu pour son travail avec The Kinks) pour enregistrer leur troisième album, intitulé Contrebanda. Bien que l'album ait été aussi un succès sur le marché espagnol, ils n'atteignent pas les charts internationaux.

### Troisième formation (1968-1970)
En 1968, Vicente Martínez quitte le groupe, et est remplacé par un autre frère de Junior, Miguel. À cette période, la scène musicale espagnole est en train de changer. L'ancien rythme cède la place à de nouveaux styles tels que la soul, le folk rock, le blues rock et, surtout, le rock psychédélique et le rock progressif naissant. Le groupe s'adapte à ces nouveaux styles en recrutant le multi-instrumentiste colombien Óscar Lasprilla (ancien membre de Los Speakers, groupe sud-américain dirigé par l'Espagnol Rodrigo García) et devenant un quintette.
En 1969, ils publient plusieurs singles qui n'obtiennent pas le même succès que leurs prédécesseurs. Le style musical est plus psychédélique et progressif, culminant avec l'apparition, au début des années 1970, d'un dernier album. L'album est publié en deux versions : une en espagnol, intitulée Mundo, demonio y carne ; et une autre en anglais intitulé World, Devil and Body. L'album obtient une répercussion commerciale et, à la différence de ces prédécesseurs, n'atteint pas la première place des charts espagnols. Arbex décide donc de dissoudre le groupe.

### Retour (2000-2003)

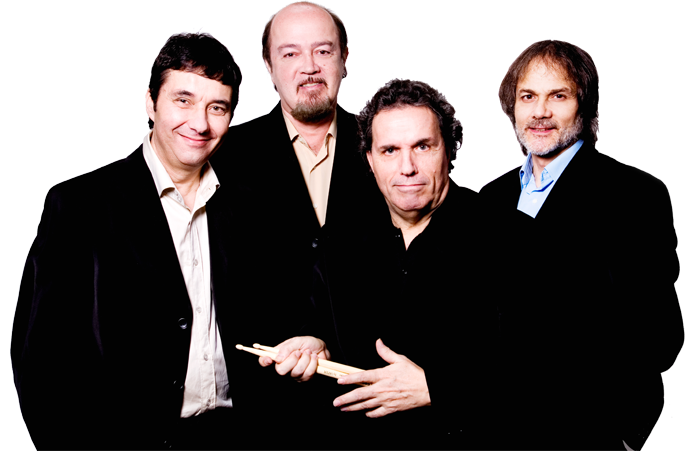
Los Brincos en 2008.

En 2000, Fernando Arbex forme un groupe qu'il rebaptise Los Brincos (détenant les droits exclusifs du nom depuis 1966). Miguel, membre de la dernière formation, y fait son apparition. La même année, ils sortent un nouvel album intitulé Eterna juventud, dont le style rappelle à distance celui des deux premiers albums du groupe,.
Le 5 juillet 2003, Fernando Arbex décède à l'âge de 60 ans,. Après la mort d'Arbex, le groupe continue de jouer avec le nom d'origine, mais sans compter dans ses rangs avec l'un des membres fondateurs. Cependant, la formation ne dure pas et se sépare la même année.

## Discographie
- 1964 : Los Brincos
- 1966 : Brincos II
- 1968 : Contrabando
- 1970 : Mundo, demonio y carne
- 1970 : World, Evil and Body (version en anglais)
- 2000 : Eterna juventud